# 宁利乡
宁利乡，是中华人民共和国云南省丽江市宁蒗彝族自治县下辖的一个乡镇级行政单位。

## 行政区划
宁利乡下辖以下地区：
宁利村、牛窝子村、长坪村、玉鹿村和白草坪村。